# Костюковський Михайло Якович
Михайло Якович Костюковський (нар. 22 січня 1935) — радянський і український організатор кіновиробництва. Член Національної спілки кінематографістів України.

## Життєпис
Народився 22 січня 1935 року. Закінчив Київський індустріальний технікум. 
Працював на Київській кіностудії ім. О. П. Довженка.

## Фільмографія
Директор кінокартин:
- «На короткій хвилі» (1977)
- «Тільки краплю душі» (1978)
- «Незрима робота» (1979)
- «„Мерседес“ втікає від погоні» (1980
- «Ніч коротка»
- «Останній гейм» (1981)
- «Інспектор Лосєв» (т/ф, 3 а)
- «Гонки по вертикалі» (1982, т/ф, 3 с)
- «Петля» (1983, т/ф, 3 с)
- «Два гусари» (1984, т/ф, 2 а)
- «Які ж ми були молоді» (1985)
- «Бережи мене, мій талісмане»
- «Самотня жінка бажає познайомитися» (1986)
- «Філер» (1987)
- «Розпад» (1989)
- «Снайпер» (1991, 2 с)
- «Загальна картина була красива» (1992)
- «Співачка Жозефіна й Мишачий Народ» (1994)

Зіграв епізодичні ролі в фільмах:
- «Земляки» (1988)
- «Розпад» (1989)